# Luigi Boffi (calciatore)
Luigi Boffi (Milano, 1º agosto 1888 – Monte San Michele, 11 novembre 1915) è stato un calciatore italiano, di ruolo attaccante.

## Biografia
Chiamato alle armi nella prima guerra mondiale, sottotenente di complemento, 20º reggimento fanteria, è morto sul Monte San Michele durante un combattimento.

## Statistiche

### Presenze e reti nei club
| Stagione        | Club            | Campionato      | Campionato | Campionato |
| Stagione        | Club            | Comp            | Pres       | Reti       |
| --------------- | --------------- | --------------- | ---------- | ---------- |
| 1910-1911       | Inter           | 1C              | 1          | 0          |
| 1911-1912       | Inter           | 1C              | 0          | 0          |
| 1912-1913       | Inter           | 1C              | 0          | 0          |
| Totale Inter    | Totale Inter    | Totale Inter    | 1          | 0          |
| Totale carriera | Totale carriera | Totale carriera | 1          | 0          |